# Asana

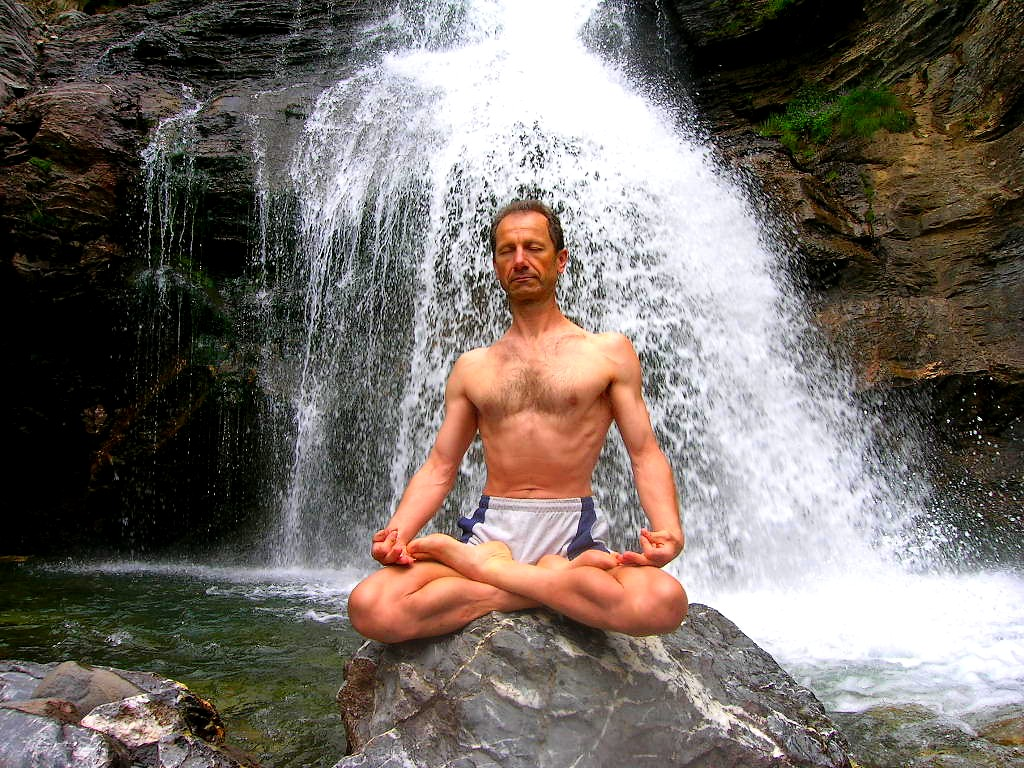
Der Lotussitz, eine fortgeschrittenere Sitzposition.

Als Asanas (n., Sanskrit आसन āsana, deutsch ‚der Sitz‘) werden überwiegend ruhende Körperstellungen im Yoga (besonders im Hatha Yoga) bezeichnet. Asana ist die 3. Stufe des Raja Yoga (bzw. Ashtanga Yoga oder Kriya Yoga) nach Patanjali. Die anderen sieben Stufen des Raja Yoga sind Yama, Niyama, Pranayama, Pratyahara, Dharana, Dhyana und Samadhi. Als Karanas (Sanskrit करण IAST karaṇa, deutsch ‚Aktivität‘) werden im Hatha Yoga die Bewegungsabläufe bzw. die Bewegungsabfolge bezeichnet.
Wichtig bei der Ausübung ist das bewusste Hineingehen, der richtige Atem, bewusstes Halten und das bewusste Auflösen des Asana. Yoga-Asanas sollen bei ihrer Ausführung immer zwei Qualitäten enthalten: Stabilität und Wohlbefinden (sthira-sukham asanam. Yogasutra 2.46).

Es ist sinnvoll, speziell zur Kräftigung der Muskulatur gedachte Asanas bzw. solche, die schwierigere vorbereiten, dynamisch im Atemrhythmus auszuführen. Asanas dienen nicht nur körperlicher Geschmeidigkeit und vitaler Kraft, sondern auch einer guten Körperbeherrschung; sie harmonisieren Körper und Geist (siehe auch: Atemübungen).
Yogasutra 2.47 ergänzt allerdings : 'prayatna-śaithilyānanta-samāpattibhyām' : Die Stellung (Asana) wird durch Loslassen von Spannungen und durch Meditation auf das Unendliche (Ananta) gemeistert. Vollständiges Asana geht damit über den körperlichen Sinn der Übung hinaus.
Yoga und die Asanas beruhen auf körperlichen Erfahrungen, bei denen es mehr auf die praktische Durchführung ankommt als auf das theoretische Wissen über die unterschiedlichen Wirkungen. Eine der angestrebten Wirkungen ist es, den Gedankenfluss zur Ruhe zu bringen. Das gelingt besser, wenn während des Übens nur das Nötigste gesprochen wird und ein passives „Geschehenlassen“ zugelassen wird – das Gegenteil zu Gymnastikübungen, die auch gesundheitsfördernd, meistens aber leistungsorientiert sind. Im Yoga geht es grundsätzlich nicht um Leistung, Erreichenwollen und Erfolge. Die perfekte Stellung einzunehmen ist weniger wichtig als durch sie eine spirituelle Qualität zu erleben, also beispielsweise zu spüren, dass man so in Ordnung ist, und statt belastender Gedanken seine Mitte zu finden. Die Yogaschüler sollten idealerweise geistig ganz auf sich gerichtet sein und zu diesem Zweck ggf. die Augen schließen und nicht den Vergleich mit anderen Menschen suchen.

## Geschichte

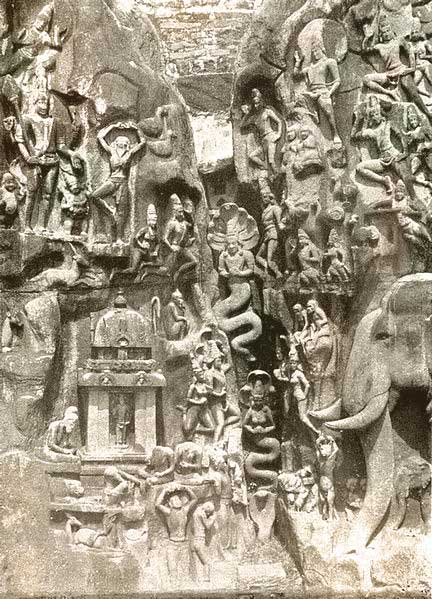
Relief von Mamallapuram. Links oben ein Mann im Vrikshasana

Nach Ansicht einiger Forscher und Yogameister ist das Mohenjo-Daro Siegel 420 die älteste Darstellung eines Asana (das Mulabandhasana). Historische Darstellungen von Yogastellungen aus der Antike und dem Mittelalter sind noch zu wenig erforscht, so dass keine gültigen Aussagen gemacht werden können. Ein bekanntes Beispiel ist das Großrelief „Herabkunft der Ganga“ in Mamallapuram (Tamil Nadu) aus dem 7. Jahrhundert; es zeigt unter anderem einen Mann im Vrikshasana, einer gut bekannten Yogahaltung.
Im Yogasutra von Patanjali bilden die Asanas die dritte Stufe des Ashtangayoga. Dabei zählt der Text keine einzelnen Asanas auf, sondern sagt lediglich allgemein:

„sthira-sukham-āsanam“

„Die Sitzhaltung soll fest und angenehm sein.“

Diese Stelle wird meistens so gedeutet, dass Patanjali damit einen beliebigen Meditationssitz meinte. Vyasa (6. Jh.) der erste Kommentator des Yogasutras, nennt zum Vers 2.46 namentlich zehn Asanas, ohne diese zu beschreiben. Das Gorakshashataka (10. Jh.), die älteste Hathayogaschrift, nennt zwei Asanas, das Yogayajnavalkya (13. Jh.) beschreibt deren acht, die Hathapradipika (14. Jh.) 15 und die Gherandasamhita (17. Jh.) 32 Asanas.

## Anzahl der Asanas
Mittelalterliche Hathayogaschriften sagen, dass Shiva 8.400.000 Asanas gelehrt habe, für jede Lebensform eines. Nach der Gherandasamhita sind 84 davon hervorragend; beschrieben werden aber lediglich 32 Asanas, welche dem Menschen nützlich seien. Die etwa gleichzeitig entstandene Hatharatnavali listet 84 Asanas auf, wovon die meisten beschrieben werden. Im 20. Jahrhundert wird die mystische Zahl von 84 Asanas von diversen Schulen aufgenommen. So lehrte Bishnu Charan Ghosh 84 Asanas, wobei jedoch beträchtliche Unterschiede zu den in der Hatharatnavali aufgezählten Asanas bestehen. Sein Schüler Tony Sanchez, Gründer der U.S. Yoga Association, lehrt noch heute diese 84 Asanas mit nur geringen Änderungen. Bikram Choudhury, ein anderer Schüler von B.C. Ghosh, kürzte daraus in seinem Bikram-Yoga die Abfolge auf 26 Asanas.
Die Mysore-Schule, bekannt geworden durch Tirumalai Krishnamacharya, lehrte über 120 Asanas. Pattabhi Jois und B. K. S. Iyengar, die aus dieser Tradition hervorgingen, unterrichteten ebenfalls eine größere Anzahl Asanas.
Andere moderne Traditionen haben die Asanas weniger stark systematisiert und geben auch keine genaue Zahl der gelehrten Asanas an.

## Einzelne Asanas
Es gibt eine große Zahl an Yogastellungen mit diversen Variationen und Vorübungen. In manchen Schriften ist von 84.000 verschiedenen Yogahaltungen die Rede.
Beispiele für Asanas:
- Adhomukha Shvanasana (Herabschauender Hund)
- Ardha Matsyendrasana (Drehsitz)
- Bhujangasana (Kobra)
- Bidalasana und Bitilasana (Katze und Kuh)
- Chakrasana (Rad)
- Dhanurasana (Bogen)
- Garudasana (Adler)
- Halasana (Pflug)
- Kakasana (Krähe)
- Matsyasana (Fisch)
- Padmasana (Lotossitz)
- Paschimottanasana (Vorbeuge)
- Purvottanasana (Schiefe Ebene)
- Sarvangasana (Schulterstand, Kerze)
- Shalabhasana (Heuschrecke)
- Shavasana (Totenstellung/Entspannungslage)
- Shirshasana (Kopfstand)
- Trikonasana (Dreieck)
- Tuladandasana (Waage)
- Ushtrasana (Kamel)
- Urdhva Mukha Shvanasana (Hinaufschauender Hund)
- Uttanasana oder Padahastasana (Kopf-Fuß-Stellung)
- Virabhadrasana (Krieger, Heldenhaltung)
- Vrikshasana (Baum)

Viele Asanas verlangen zum Teil ein beachtliches Maß an Beweglichkeit und Körperbeherrschung. Generell sollten sie nur unter genauer Anleitung eines Yogalehrers oder Meisters (Swami/Guru) erlernt werden, da falsche Übungen verletzen und gesundheitlich schaden können. Grundsätzlich gilt: Jeder macht die Asanas so gut und genau, wie es sich angenehm anfühlt.
Darüber hinaus gibt es zahlreiche leichtere Asanas bzw. die Möglichkeit, schwierige Asanas zu variieren. So können auch ältere, kranke und bewegungseingeschränkte Menschen am Yoga-Unterricht teilnehmen. Es liegt am jeweiligen Lehrer, den Unterricht so zu gestalten, dass er sich an den Möglichkeiten und Bedürfnissen der einzelnen Teilnehmer orientiert. Auf diese Art kann eine Yogastunde so ausgerichtet sein, dass sehr geübte, bewegliche Yogis und auch ungeübte bzw. bewegungseingeschränkte Personen zugleich teilnehmen und profitieren können. Diese Art des Unterrichtens nennt man Vini-Yoga-Konzept (nach T. Krishnamacharya).
Eine besondere Gruppe unter den Asanas bilden die Karanas bzw. Vinyasas. Darunter sind atemgeführte Bewegungsfolgen aus einzelnen Asanas zu verstehen, die nicht statisch gehalten, sondern dynamisch ausgeführt werden. Das bekannteste Beispiel ist Surya Namaskar – der Sonnengruß.